# 康徳寺古墳
康徳寺古墳（こうとくじこふん）は、広島県世羅郡世羅町寺町にある古墳。形状は円墳。広島県指定史跡に指定されている。

## 概要
広島県中部、芦田川中流域の大田盆地北側の丘陵突端部に築造された古墳である。現在は臨済宗康徳寺の門前に所在する。石室の一部は破壊されているほか、1995年度（平成7年度）に発掘調査が実施されている。
墳形は円形で、直径約17メートル・高さ約5メートルを測る。埋葬施設は横穴式石室である。玄室長さ5.9メートル・高さ3.2メートルを測り、世羅郡域では最大規模の大型石室になる。石室内の調査では、副葬品として耳環3対（鉄芯・銅芯）・須恵器（坏・高坏・短頸壺）・土師器（坏）が検出されており、少なくとも3体の埋葬が推測される。また後世の二次利用に伴う遺物として、供養に伴う泥塔500基余り・仏像瓔珞・「石 公用也」銘墨書石（墨書礫）、短期的な生活に伴う土鍋・土師質土器・甕などが出土している。
築造時期は、古墳時代後期の6世紀末（または6世紀後半）頃と推定される。東側には隣接して白鳳期の康徳寺廃寺跡が所在しており、古墳を築造した一族と寺院建立の関係性をうかがえる例として注目される。また平安時代中期-鎌倉時代頃の泥塔・「石 公用也」銘墨書石の存在は、古墳の石材を公に用いるにあたっての供養に伴うものと推定され、世羅地域における大規模な公共事業の実施を示唆する。
古墳域は1940年（昭和15年）に広島県指定史跡に指定されている。

## 遺跡歴
- 中世期、石室石材の破壊・持ち出しか。
- 1940年（昭和15年）2月25日、広島県指定史跡に指定。
- 1995年度（平成7年度）、環境整備事業に伴う発掘調査（世羅町教育委員会、1997年に報告書刊行）。

## 埋葬施設

石室俯瞰図

石室展開図

埋葬施設としては横穴式石室が構築されている。石室の規模は次の通り。
- 石室全長：現存8.3メートル（推定約13メートル）
- 玄室：長さ5.9メートル、幅2.5メートル、高さ3.2メートル
- 羨道：現存長さ2.4メートル

西側側壁には玄門立柱石があり、玄室・羨道の境をなす。

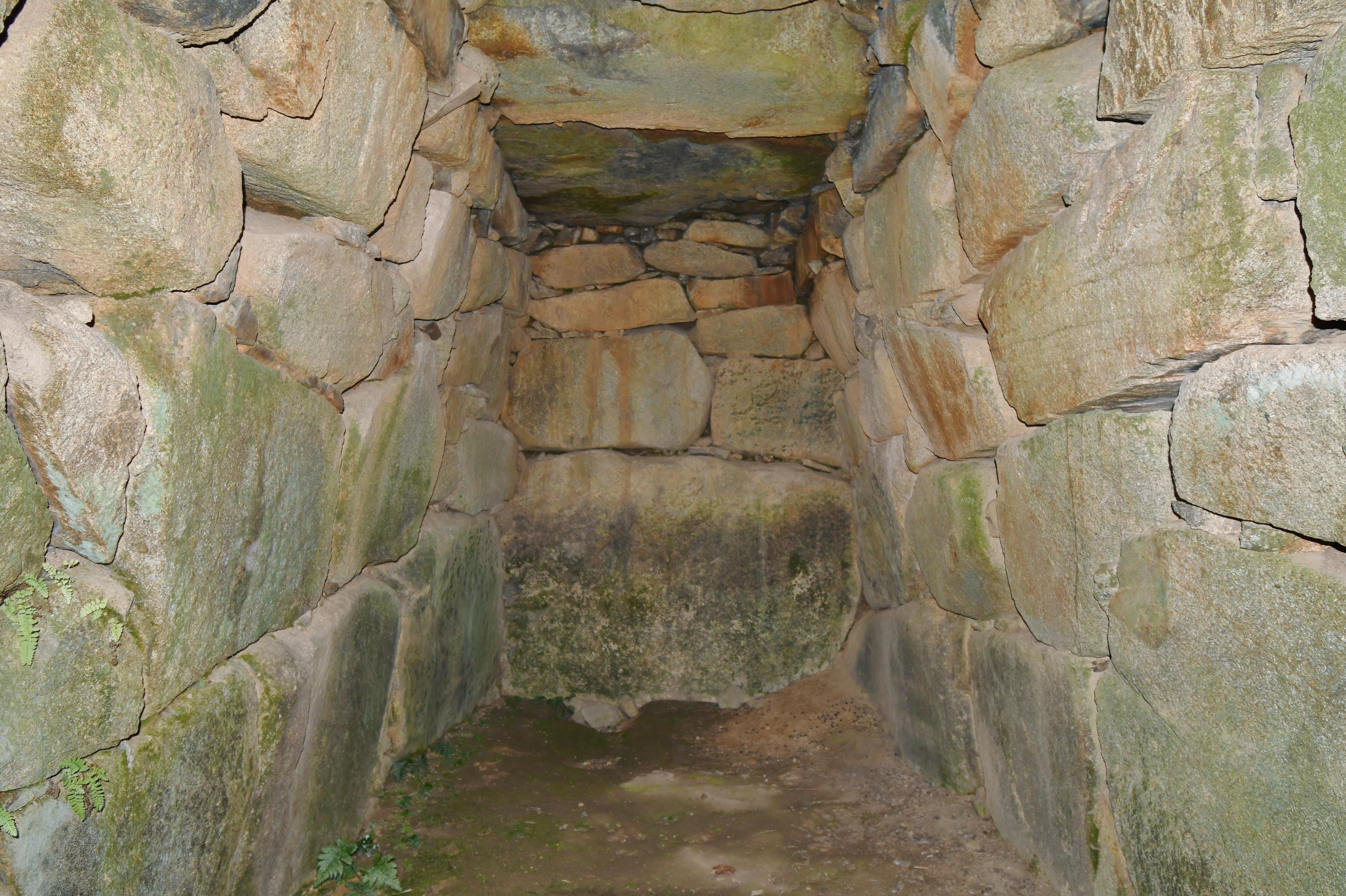
玄室（奥壁方向）
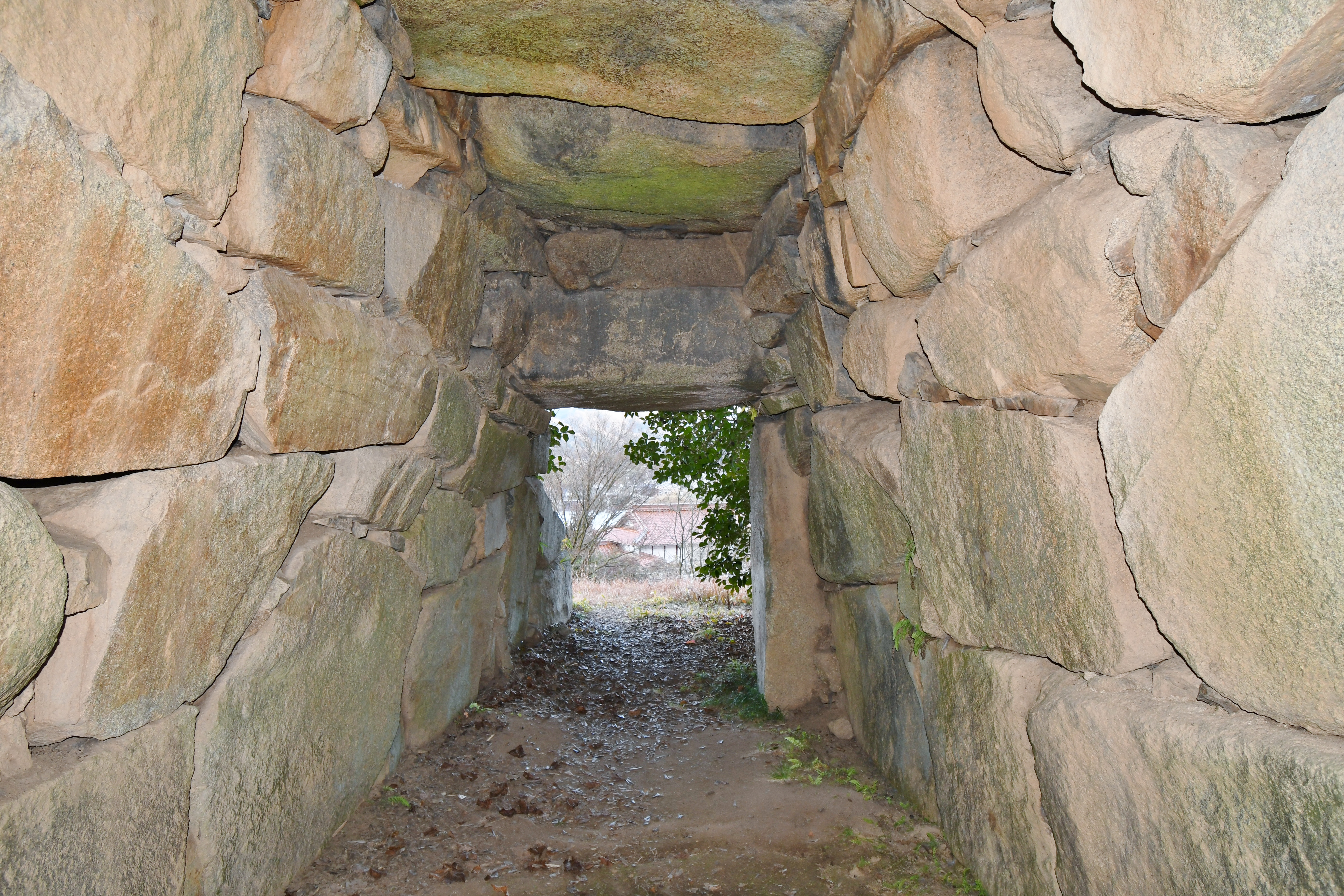
玄室（開口部方向）
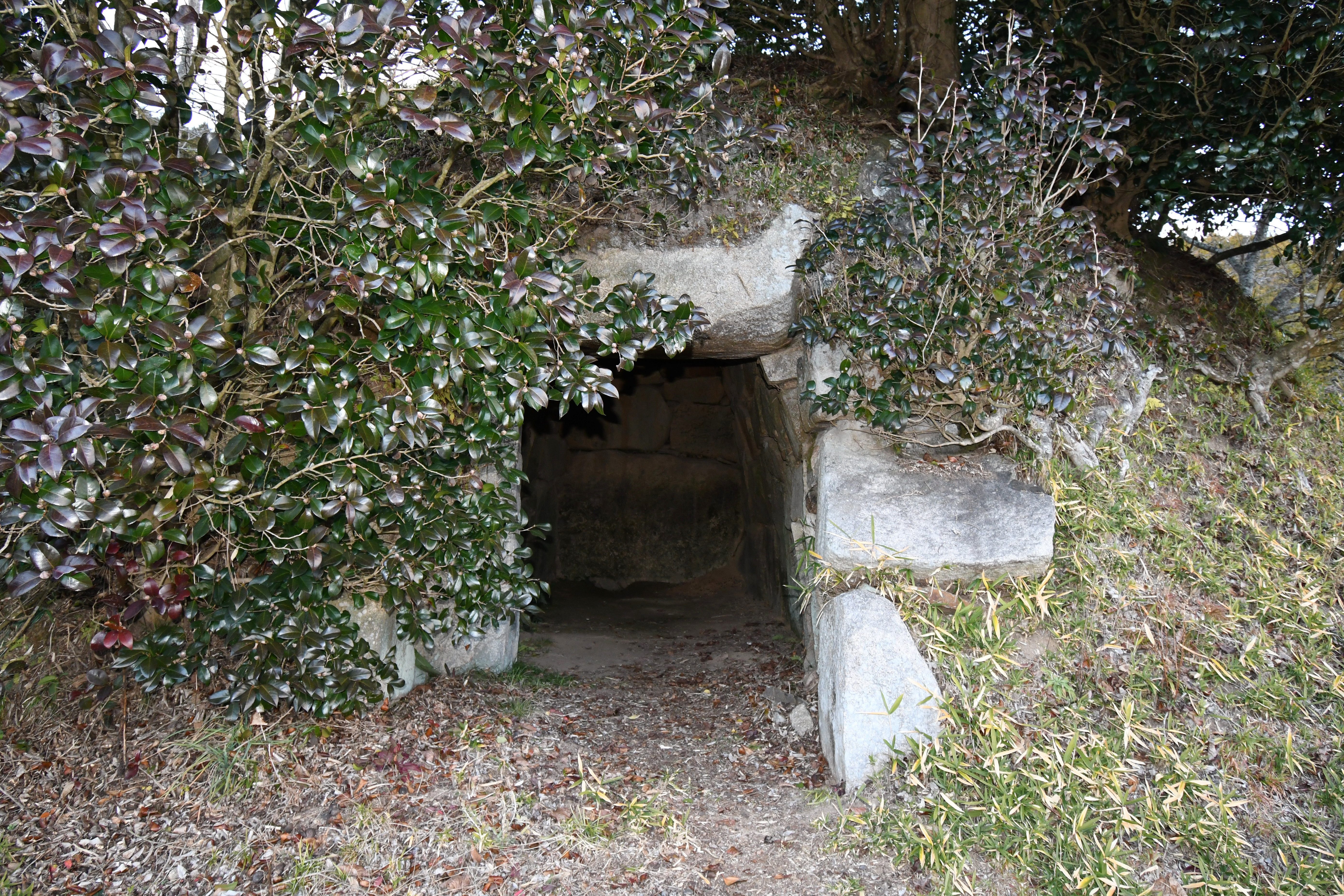
開口部
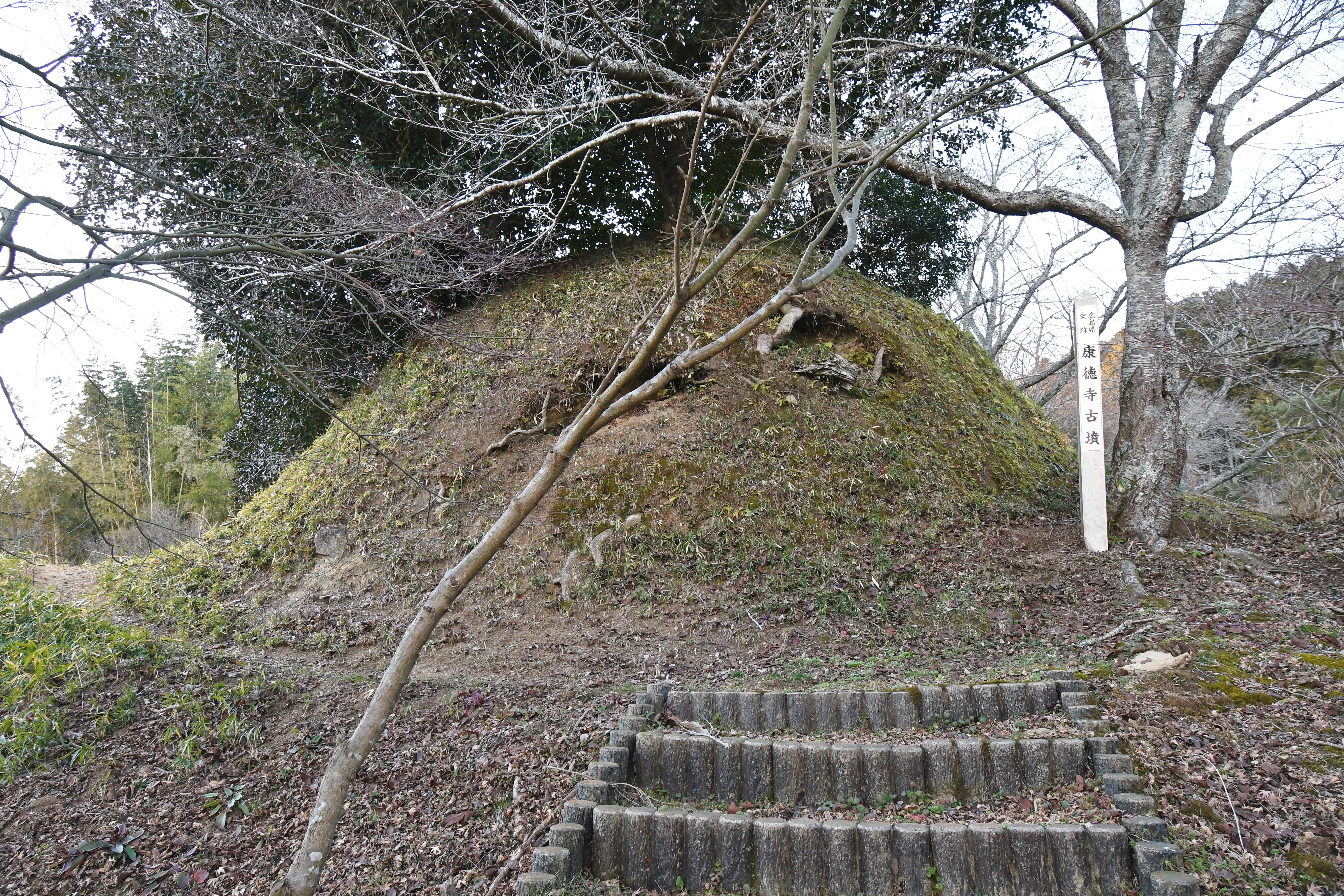
墳丘

## 文化財

### 広島県指定文化財
- 史跡
  - 康徳寺古墳 - 1940年（昭和15年）2月23日指定。

## 関連施設
- 大田庄歴史館（世羅町甲山） - 康徳寺古墳出土の泥塔・墨書石を保管・展示。

## 関連文献
（記事執筆に使用していない関連文献）
- 『康徳寺古墳』世羅町教育委員会〈世羅町教育委員会調査報告書〉、1997年。